# Солошенко Юрій Данилович
Ю́рій Дани́лович Солошенко (6 травня 1942, Глобине, Україна — 4 квітня 2018, Полтава, Україна) — український політв'язень, засуджений у Москві.

## Життєпис
Народився у містечку Глобине на Полтавщині. Закінчив ХНУ в Харкові. Працював інженером на оборонному заводі, згодом очолив це підприємство й тривалий час був генеральним директором полтавського оборонного заводу «Знамено» (до 2010 року, загальний стаж роботи на заводі — 48 років). Підприємство виготовляло протиповітряні радари, комплектуючі до зенітно-ракетних комплексів. Солошенко вимушено сам шукав ринки збуту, переважно вони були російськими.
Дружина й старший син Олександр відмовляли його від поїздки до Росії, щось недобре відчув уже при перетині кордону, хоча мав попередньо куплений квиток до Полтави на той же день. У цю пастку Солошенка заманив давній знайомий з Москви, з яким він довго співпрацював, запросивши нібито для консультації.
Під час арешту 5 серпня 2014 року в Солошенка вилучено 6 тисяч доларів США, які, на думку російських слідчих, мали бути витрачені на придбання секретних виробів. При затриманні його звинувачували, що він завербований «фашистським режимом» та збирався вивозити з російського заводу секретне обладнання на вантажному автомобілі. Після арешту Солошенка «товариш» щез.
Утримувався в Лефортовській тюрмі. 14 жовтня 2015-го Московський міський суд засудив Солошенка до 6 років за «шпигунство»: «Засудити Солошенка, громадянина України, 1942 року народження, пенсіонера, до шести років позбавлення волі в колонії суворого режиму».
16 грудня 2015 року, незважаючи на вік, етапований до колонії.
14 червня 2016 звільнений. Юрія Солошенка і Геннадія Афанасьєва виміняли в Росії на громадян України Олену Гліщинську і Віталія Діденко, які звинувачувались у сепаратистській діяльності в Одеській області.
Помер 4 квітня 2018 року від онкологічного захворювання.